# Ptilope de Ripley
Ptilinopus arcanus
Espèce
Statut de conservation UICN

 CR C2a(i,ii); ré : 
En danger critique
Le Ptilope de Ripley (Ptilinopus arcanus) est une espèce d’oiseaux de la famille des Columbidae.
Cet oiseau est endémique des forêts pluviales de Negros et Panay (Philippines).

## Description
Cette petite colombe fruitière n'est connue que par un unique spécimen femelle découvert en 1953, dont le plumage est vert foncé vif et le front gris cendré. Un anneau de peau jaune nue est présent autour de son œil. Son ventre et ses ailes sont marqués de jaune vif.